# Alice Guo
Pour les articles homonymes, voir Guo.
 (septembre 2024).
 (septembre 2024).
La mise en forme du texte ne suit pas les recommandations de Wikipédia : il faut le « wikifier ».
Les points d'amélioration suivants sont les cas les plus fréquents. Le détail des points à revoir est peut-être précisé sur la page de discussion.
- Les titres sont pré-formatés par le logiciel. Ils ne sont ni en capitales, ni en gras.
- Le texte ne doit pas être écrit en capitales (les noms de famille non plus), ni en gras, ni en italique, ni en « petit »…
- Le gras n'est utilisé que pour surligner le titre de l'article dans l'introduction, une seule fois.
- L'italique est rarement utilisé : mots en langue étrangère, titres d'œuvres, noms de bateaux, etc.
- Les citations ne sont pas en italique mais en corps de texte normal. Elles sont entourées par des guillemets français : « et ».
- Les listes à puces sont à éviter, des paragraphes rédigés étant largement préférés. Les tableaux sont à réserver à la présentation de données structurées (résultats, etc.).
- Les appels de note de bas de page (petits chiffres en exposant, introduits par l'outil «  Source ») sont à placer entre la fin de phrase et le point final[comme ça].
- Les liens internes (vers d'autres articles de Wikipédia) sont à choisir avec parcimonie. Créez des liens vers des articles approfondissant le sujet. Les termes génériques sans rapport avec le sujet sont à éviter, ainsi que les répétitions de liens vers un même terme.
- Les liens externes sont à placer uniquement dans une section « Liens externes », à la fin de l'article. Ces liens sont à choisir avec parcimonie suivant les règles définies. Si un lien sert de source à l'article, son insertion dans le texte est à faire par les notes de bas de page.
- La présentation des références doit suivre les conventions bibliographiques. Il est recommandé d'utiliser les modèles {{Ouvrage}}, {{Chapitre}}, {{Article}}, {{Lien web}} et/ou {{Bibliographie}}. Le mode d'édition visuel peut mettre en forme automatiquement les références.
- Insérer une infobox (cadre d'informations à droite) n'est pas obligatoire pour parachever la mise en page.

Pour une aide détaillée, merci de consulter Aide:Wikification.
Si vous pensez que ces points ont été résolus, vous pouvez retirer ce bandeau et améliorer la mise en forme d'un autre article.
 (septembre 2024).
Le contenu est difficilement compréhensible vu les erreurs de traduction, qui sont peut-être dues à l'utilisation d'un logiciel de traduction automatique.
Alice Leal Guo (Chinois:郭華萍; pinyin: Guō Huápíng) est une femme d'affaires et ancienne politicienne des Philippines qui a été maire de la municipalité de Bamban, Tarlac, du 30 juin 2022 au 13 août 2024.
Guo a été accusée d'être une espionne chinoise et a également fait l'objet d'enquêtes sur son implication présumée dans des jeux d'argent illégaux et d'autres activités criminelles. En juin 2024, elle a été suspendue de son poste de maire pour une durée pouvant aller jusqu'à six mois par le médiateur après que le ministère de l'Intérieur et des Gouvernements locaux (DILG) a déposé des accusations de corruption contre elle pour des liens présumés avec les activités du Philippine Offshore Gaming Operator (POGO) dans sa municipalité. Elle a été licenciée le 13 août 2024 par le médiateur. Lors d'une enquête du comité sénatorial, les sénateurs Risa Hontiveros et Win Gatchalian ont accusé Guo d'avoir des liens avec des activités illégales menées par des POGO à la suite de raids à Bamban en 2023 et 2024. Sa citoyenneté philippine a également été remise en question et fait actuellement l’objet d’une enquête en raison d’incohérences dans ses documents et son témoignage,,.
En juillet 2024, les avoirs de Guo ont été gelés et un mandat d'arrêt a été émis à son encontre. En août 2024, il a été signalé que Guo avait déjà fui les Philippines le 17 juillet pour la Malaisie, puis s'était rendue à Singapour, et enfin en Indonésie, où elle avait été arrêtée le 4 septembre 2024 et expulsée vers les Philippines le lendemain, le 5 septembre,.

## Vie personnelle

### Naissance et généalogie
Les détails concernant la jeunesse et le parcours scolaire de Guo sont controversés. Guo a déclaré qu'elle était née à son domicile, dont elle ne se souvient pas de l'emplacement qui serait selon son certificat de naissance, dans le barangay Matatalaib dans l'ancienne municipalité de Tarlac, le 31 août 1990, initialement supposé être le 12 juillet 1986 tandis que les documents de demande de visa de résident spécial pour investisseurs (SIRV) de sa famille situent son lieu de naissance à Fujian, Chine,,,,. Le Bureau national d'enquête (NBI) a également révélé l'existence de trois individus nommés Alice Leal Guo, tous nés le 12 juillet 1986. L'un de ces individus a une apparence physique différente de la sienne. Les résidents de l'adresse signalée de la deuxième Alice Guo à Quezon City ont déclaré qu'ils ne connaissaient aucune personne nommée Alice Guo résidant à cet endroit. Le NBI a confirmé plus tard que les empreintes digitales du maire Alice Guo et de Guo Hua Ping correspondaient, suggérant qu'il s'agit de la même personne.
Guo affirme que l'origine ethnique de son père est chinoise et déclare qu'il avait 70 ans en 2024, mais des divergences concernant sa citoyenneté se retrouvent dans divers documents. Son acte de naissance l'identifie comme Philippin, nommé Angelito Guo, tandis que ses registres commerciaux l'identifient comme un citoyen chinois nommé Jian Zhong Guo, né en 1958,,. L'identité de la mère de Guo est également remise en question; il s'agit soit d'une femme de ménage philippine nommée Amelia Leal Guo, selon les déclarations de Guo et son certificat de naissance, soit d'une femme d'affaires chinoise nommée Lin Wen Yi (née en 1971), selon des sources à Valenzuela et les documents de demande de SIRV de la famille Guo,,. Guo a prétendu être l'enfant illégitime de son père avec Amelia, ce qui lui a valu d'être élevée par son père en isolement dans une ferme porcine à Tarlac City. Cependant, des divergences sont apparues lorsque les certificats de naissance de Guo, de nationalité chinoise Zhang Mier alias Shiela Leal Guo (née en 1984) et Seimen Leal Guo (née en 1988 ou 1990) ont révélé des divergences dans les âges d'Angelito et d'Amelia Guo à la naissance de leurs enfants, ainsi que deux dates de mariage différentes à Tarlac,. De plus, il a été constaté que le couple n'avait aucun acte de naissance et de mariage auprès de l' Autorité philippine des statistiques,. Jian Zhong Guo et Lin Wen Yi sont cofondateurs de plusieurs entreprises avec Guo, revendiquant la même adresse à Quezon City selon les registres de la Securities and Exchange Commission (SEC) et du Bureau of Internal Revenue (BIR),,. Guo a affirmé que Lin est la partenaire amoureuse et commerciale de son père, et non sa mère biologique, et qu'Amelia Guo existe,.
Guo a d'abord nié connaître Shiela et Seimen Guo, mais les dossiers du Bureau de l'immigration (BI) suggèrent qu'ils avaient voyagé à l'étranger ensemble. Elle a plus tard confirmé qu'ils étaient ses demi-frères et sœurs paternels, bien que leurs certificats de naissance suggèrent qu'ils sont frères et sœurs à part entière. Cependant, Shiela a nié que Guo soit sa sœur biologique et a affirmé que Jiang Zhong Guo était son père adoptif et non son père biologique. Il a été révélé plus tard que Guo avait un autre frère nommé Wesley (né en 1990, également connu sous le nom de Guo Xiang Dian selon le NBI) et, semble-t-il, cinq autres frères et sœurs,.
En juillet 2024, le solliciteur général Menardo Guevarra a déposé une requête visant à annuler le certificat de naissance de Guo délivré par l'Autorité philippine des statistiques, suite à des doutes soulevés sur ses origines et sa citoyenneté.

### Jeunesse et éducation
Certains habitants de Bamban, notamment ceux du barangay Virgen de los Remedios, ont déclaré que Guo y avait vécu et grandi,, ajoutant qu'elle avait également un frère ou une sœur. Guo a déclaré que sa famille élevait des porcs pour gagner sa vie et qu'elle avait grandi dans une ferme. Elle a également affirmé avoir passé son adolescence à Concepcion, Tarlac. De plus, les registres d'enregistrement de ses entreprises ont montré qu'elle résidait à Marilao, Bulacan et Valenzuela, Metro Manila, citant l'entreprise de broderie de ses parents dans cette dernière. Cependant, il a été révélé qu'une telle entreprise n'existait pas et que son adresse personnelle à Valenzuela appartenait à une certaine famille portant le nom Bayle, selon le sénateur Win Gatchalian,.
Guo a déclaré lors d'un témoignage devant une commission d'enquête conjointe du Sénat philippin qu'elle avait été scolarisée à domicile. Cependant, sa naissance n'a été enregistrée que le 22 novembre 2005,,, ce qui jette le doute sur sa jeunesse en raison de l'absence d'actes de naissance à l'hôpital, de son incapacité à identifier la personne ayant assurer son enseignement à domicile et de dossiers scolaires traditionnels, ce qui a suscité des enquêtes sur la nature de son éducation. Il a été révélé plus tard que Guo avait fréquenté le Grace Christian High School (aujourd'hui Grace Christian College) de 2000 à 2003, couvrant les classes 1 à 3, selon ses formulaires d'inscription scolaire. Selon l'un de ses camarades de classe, elle était connue sous son nom chinois, suivait des cours spéciaux pour les matières philippines, avait suivi un niveau supérieur pour ses cours de chinois et avait terminé le programme chinois malgré ses difficultés en anglais.
Son incapacité à se souvenir des détails de sa naissance et de sa jeunesse lors de l'enquête du Sénat a conduit au ridicule en ligne, elle étant surnommée My Amnesia Girl (un film produit localement en 2010) dans un mème populaire,.

### Résidence
Selon le certificat de candidature de Guo au poste de maire déposé devant la Commission électorale (COMELEC) en 2021, elle s'est déclarée célibataire et a revendiqué la résidence à vie aux Philippines, résidant à son adresse enregistrée à Bamban depuis 18 ans à cette date. Il a été révélé qu'elle s'était inscrite comme électrice de Bamban en avril 2021, soit seulement 13 mois avant les élections générales de 2022, tandis que le porte-parole de la COMELEC, John Rex Laudiangco, a déclaré qu'elle s'était inscrite en 2018,. Elle a également affirmé avoir détenu un passeport philippin, le seul qu'elle possède, depuis l'âge de 17 à 19 ans, entre 2003 et 2005. Les documents de demande SIRV de sa famille indiquent que, en tant que Guo Hua Ping, elle détient également un passeport chinois et a émigré aux Philippines le 12 janvier 2003, à l'âge de 12 ans. Le 6 août 2024, la COMELEC a approuvé le dépôt d'une plainte pénale pour fausse déclaration contre Guo après qu'une enquête a révélé que ses empreintes digitales correspondaient à celles de Guo Hua Ping.
Selon sa déclaration d'actifs, de passifs et de valeur nette (SALN) de décembre 2023, Guo a déclaré une valeur nette de ₱177,5 millions, avec des actifs totalisant ₱367 million et des passifs dépassant ₱189 million. Ses actifs comprennent neuf propriétés à Marilao, Bamban et Capas, acquises pour plus de ₱20 million depuis 2008, trois camions à benne basculante d'une valeur ₱2 million chacun et un hélicoptère, qui a récemment été vendu à une entreprise britannique non divulguée, d'une valeur ₱60 million. Guo a également déclaré des actions dans plusieurs sociétés, des bijoux d'une valeur ₱1.5 million et ₱198 million en avoirs bancaires et en espèces.
Cependant, des divergences sont apparues dans les déclarations financières d’Alice Guo. GMA Integrated News Research a déclaré que ses actifs s'élevaient à environ ₱429.6 million dans son SALN du 30 juin 2022. Un SALN modifié le 1er juillet 2022 a montré que sa valeur nette était tombée à exactement ₱286 million, supprimant les propriétés immobilières, les parts de club et un dépôt d'acquisition de terrain ₱138 million qui ont ensuite été restitués avant le 31 décembre 2022. Les documents du Conseil de lutte contre le blanchiment d'argent ont également révélé que des milliards de pesos avaient été déposés sur les comptes bancaires de Guo. Il a également été révélé que Guo détient 31 ou 36 comptes bancaires uniquement sous son nom et possède 12 biens immobiliers, 12 véhicules et un hélicoptère, selon la Cour d'appel, qui a émis une ordonnance de gel sur ces actifs le 11 juillet 2024,,.
Guo aurait présumément possédé une McLaren 620R, ce qu'elle a nié. Elle a insisté sur le fait qu'il avait été emprunté à un ami pour un salon automobile à Concepcion, Tarlac. En mai 2024, le Bureau des transports terrestres a enregistré 12 véhicules sous le nom de Guo et non sous l'une de ses entreprises, la McLaren ne fait pas partie de ceux-ci. Guo dit qu'elle utilise un véhicule GAC GS8 pour son usage personnel,.

### Divers
Des détails contradictoires ont également émergé concernant les relations de Guo. Lors des auditions du Sénat à son sujet, le sénateur Jinggoy Estrada a déclaré que Guo avait un partenaire de vie qui gère les opérations de POGO, alors que Guo a déclaré qu'elle était célibataire.
Guo a également déclaré qu'elle considérait que sa langue maternelle était le philippin et qu'elle ne maîtrisait que quelques mots du hokkien. Elle parle peu couramment le kapampangan, une langue courante à Bamban. Selon ses camarades de classe du lycée Grace Christian, Guo ne parlait ni anglais ni philippin au début des années 2000, ce qui suggère qu'elle était originaire de Chine.

## Carrière politique
En octobre 2021, Guo a déposé son certificat de candidature pour se présenter à la mairie municipale de Bamban, Tarlac, en tant que candidate indépendante . Elle a choisi l'ancien maire Leonardo Anunciacion comme colistier pour le poste de vice-maire. Au cours de la campagne pour les élections de 2022, elle a exprimé son soutien aux candidatures de Bongbong Marcos et de Sara Duterte à la présidence et à la vice-présidence, respectivement. Ses dépenses de campagne, selon son relevé des contributions et des dépenses (SOCE), ont dépassé ₱134,000. En 2024, elle a déclaré avoir reçu le soutien de ses amis et de « l'administration précédente » pendant la campagne. Elle a également utilisé abondement la couleur rose pour sa campagne.
En mai 2022, Guo a remporté la course à la mairie, recueillant 16 503 voix contre son plus proche rival, le capitaine du barangay d'Anupul, Joey Salting, qui a reçu 16 035 voix lors du concours à sept participants. Entrant en fonction le 30 juin 2022, elle a lancé des projets tels que le Barangayan, qui propose des services médicaux, dentaires et de documentation gratuits ainsi que des vaccinations contre la rage pour les chiens et les chats. Au troisième trimestre 2023, après que Bamban ait reçu le prix du Sceau de bonne gouvernance locale (SGLG) du ministère de l'Intérieur et du Gouvernement local (DILG), Guo a rejoint la Coalition populaire nationaliste (NPC).
Le 3 juin 2024, Guo, ainsi que l'agent des permis et licences d'exploitation municipaux de Bamban, Edwin Ocampo, et l'agent juridique municipal Adenn Sigua, ont été suspendus à titre préventif pendant six mois par le médiateur dans le cadre d'une enquête sur son implication présumée dans les opérateurs de jeux offshore philippins (POGO). L'ordonnance a donné suite à la plainte du DILG du 24 mai.
Guo a été démis de ses fonctions au sein du CNP le 22 juin 2024. En juillet 2024, le solliciteur général Menardo Guevarra a déposé une requête quo warranto auprès de la branche 34 du tribunal régional de Manille pour annuler l'élection de Guo au poste de maire. Le 13 août 2024, Guo a été démise de ses fonctions de maire par le médiateur pour faute grave concernant son implication dans les POGO. Ses prestations de retraite ont été supprimées et elle s'est vu interdire à perpétuité de briguer une fonction publique. Alors que son maire adjoint, Leonardo Anunciacion, et sept membres du Sangguniang Bayan (conseil municipal) ont également été suspendus pendant trois mois pour les mêmes motifs, Guo a été remplacée par Erano Timbang, un conseiller qui est arrivé en tête de la course de 2022 et qui a été le seul conseiller à avoir voté contre la création du POGO à Bamban,.

## Carrière dans les affaires
Avant de se lancer en politique, Guo a une vaste expérience en tant que femme d'affaires, ayant été fondatrice et détenant des actions importantes dans au moins 11 sociétés depuis 2010, selon les registres de la Securities and Exchange Commission.

### Entreprise de taxi aérien
Lors de l'enquête sénatoriale de 2024, Guo a admis posséder un hélicoptère, qu'elle a acquis en 2019 et vendu en 2024 à une entreprise britannique non divulguée. Elle a déclaré qu'elle avait l'intention d'utiliser l'hélicoptère pour une entreprise de taxi aérien, mais qu'elle a été obligée de vendre l'appareil après que l'entreprise n'ait pas répondu à ses attentes.

### Concessionnaire automobile
Westcars Incorporated est l'une des entreprises affiliées à Guo. Il s'agit d'un concessionnaire automobile enregistré le 16 mars 2016. La sénatrice Risa Hontiveros, lors de l'enquête sénatoriale de 2024, a allégué que Guo possédait 16 véhicules, dont des véhicules utilitaires de sport, des fourgonnettes et des camions, qui, selon Guo, sont associés à l'entreprise Westcars.

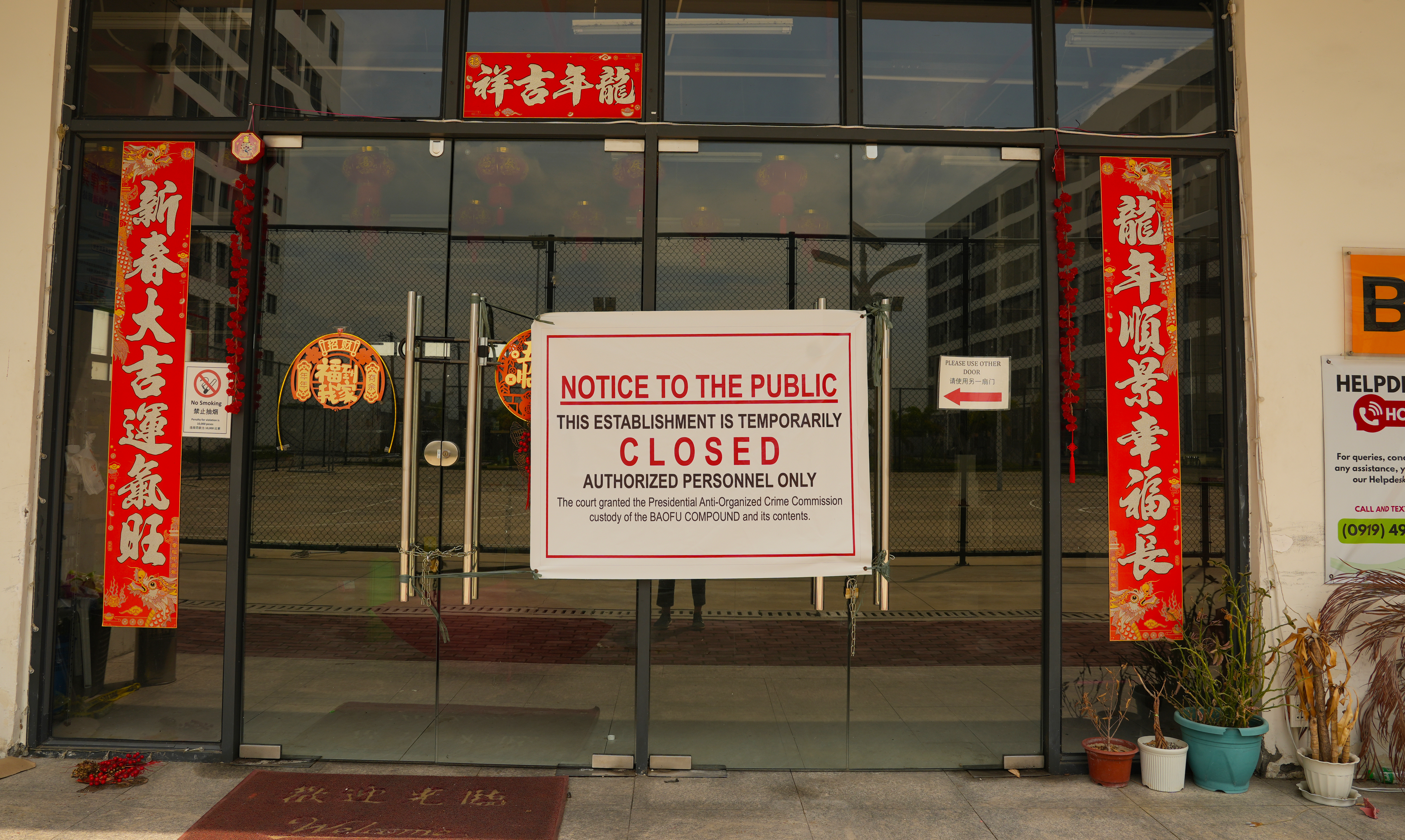
Avis de fermeture dans le complexe de Baofu Land Development à Bamban.

À partir de juin 2024, Guo a dû faire face à des affaires devant le Sénat, le ministère de la Justice, le médiateur et les tribunaux. Le sénateur Win Gatchalian a révélé les liens présumés de Guo avec la société Zun Yuan Technology, Inc., une société de casino en ligne enregistrée aux Philippines en tant qu'opérateur de jeux offshore philippin (POGO). Avant son élection en 2022, Guo avait demandé la licence de Hongsheng Gaming Technology, Inc.; et fin 2020, le conseil municipal de Bamban a approuvé sa création et son fonctionnement. La licence d'exploitation de Hongsheng a été annulée par la Philippine Amusement and Gaming Corporation (PAGCOR) en 2022. En 2019, Baofu Land Development a été constituée par Guo, Zhang Ruijin et Lin Baoying, avec Rachel Joan Malonzo Carreon et le ressortissant chypriote, Huang Zhiyang. De plus, Guo aurait été aperçu avec un collier Bulgari Serpenti Viper d'une valeur de ₱11.9 million ( US$203,000 ), une chemise en soie Louis Vuitton et un sac Chanel,.
Le hub POGO situé dans la propriété appartenant à Baofu Land Development, Inc. derrière le bâtiment municipal de Barangay Anupul, Bamban, a été perquisitionné à deux reprises par les autorités : en février 2023, pour implication présumée dans des escroqueries d'investissement en cryptomonnaie; et en mars 2024, en raison d'allégations de traite d'êtres humains et d'autres cybercrimes; à cette époque, il avait été rebaptisé Zun Yuan.
En mai 2024, lors d'une enquête du Sénat, des sénateurs ont déclaré que le complexe POGO abritait des « mercenaires » prétendument impliqués dans des cybercrimes et des activités de surveillance, citant des rapports de renseignement,. Entre-temps, Guo a répliqué aux allégations portées contre elle, affirmant qu'elle était l'ancienne propriétaire du terrain et que son véhicule, retrouvé dans l'enceinte, avait été vendu en 2020. Guo a déclaré qu'étant l'une des fondatrices de Baofu, elle a ensuite vendu ses actions lors de son entrée en politique.
Au cours de l'enquête, la sénatrice Risa Hontiveros a suggéré que Guo pourrait être un « agent » chinois formé pour infiltrer le gouvernement philippin et « avoir une influence sur la politique philippine ». En réponse à ces allégations, Guo a exprimé sa consternation en déclarant qu'elle avait été « jugée prématurément » par le biais d'un procès public. Guo a souligné qu'elle n'était « pas une protectrice, ni une protectrice des POGO », ajoutant dans une interview ultérieure avec Karen Davila qu'elle avait été ébranlée par les questions des sénateurs sur sa vie privée et qu'elle était opposée aux POGO.
Le 16 mai 2024, le solliciteur général Menardo Guevarra a déclaré avoir désigné une « équipe d'avocats » pour enquêter sur la question de savoir si Guo « occupe ou exerce illégalement une fonction publique » en guise de préambule au quo warranto en vertu de la règle 66 du Règlement révisé de la Cour. Le 23 mai, le président du Sénat, Francis Escudero, a déclaré que la charge de la preuve concernant la citoyenneté de Guo incombait aux accusateurs.
Le ministère de l'Intérieur et des Gouvernements locaux, dans son rapport mis à jour soumis le 17 mai, a ensuite recommandé que Guo soit suspendue par le médiateur à la suite de ce qu'il a appelé des « conclusions troublantes » lors de son enquête sur ses liens présumés avec les POGO. Le médiateur Samuel Martires a cependant déclaré à 24 Oras que son bureau avait reçu une copie non signée du rapport d'enquête du groupe de travail du DILG. En effet, l'ombudsman a renvoyé l'affaire de Guo en laissant entendre que le DILG devrait déposer une plainte pénale valide avec les documents juridiques joints pour l'enquête criminelle de Guo avant la suspension préventive,. En réponse, le maire adjoint de Bamban, Leonardo Anunciacion, a déclaré qu'il n'y avait aucune raison de suspendre Guo, tandis que la maire de Moncada, Estelita Aquino, présidente de la Ligue des municipalités des Philippines - section Tarlac, dont Guo est la trésorière, a également défendu Guo, affirmant qu'elle est « serviable et facile à vivre » et que Bamban avait progressé sous sa direction. La Coalition populaire nationaliste a également annoncé une enquête sur Guo, et Win Gatchalian, membre du parti, a exhorté l'APN à l'expulser,. Le 1er juin, le DILG a annoncé qu'il avait déposé une plainte pénale auprès du médiateur datée du 24 mai, accusant Guo de corruption. Le 21 juin, la Commission présidentielle de lutte contre le crime organisé a déposé une plainte pénale auprès du ministère de la Justice accusant Guo et 13 autres personnes de trafic d'êtres humains impliquant le POGO à Bamban.
Le 21 mai 2024, Hontiveros a révélé sur les reseaux sociaux que les associés commerciaux de Guo, Lin Baoying et Zhang Ruijin, étaient impliqués dans la plus grande affaire de blanchiment d'argent à Singapour, s'élevant à  S$3 milliards. Guo a déclaré lors de l'audition au Sénat plus tard dans la journée qu'elle n'avait découvert ses liens avec le syndicat qu'après avoir lu le message de Hontiveros,,,.
Certains membres de la Chambre des représentants ont également exprimé leur intention de lancer une enquête parallèle sur Guo. La chambre a également recommandé que Guo soit temporairement déchue de son autorité sur la police municipale de Bamban en attendant sa suspension. En réponse, Guo a déclaré qu'elle ne démissionnerait pas et qu'elle chercherait plutôt à être réélue comme maire lors des élections locales prévues en 2025.
Le président Bongbong Marcos a également soutenu l'ouverture d'une enquête, ajoutant qu'elle avait déjà fait l'objet d'une enquête des autorités et qu'elle n'était pas connue de la plupart des politiciens de Tarlac,. Dans un effort apparent pour réfuter les affirmations de Marcos selon lesquelles « personne ne la connaît », des photos du profil Facebook de Guo et d'autres réseaux sociaux ont refait surface montrant Guo et Marcos ensemble. Des photos de mars 2022 ont montré Guo et Marcos portant des chemises rouges et des masques faciaux pendant la campagne électorale de 2022, ainsi que des photos de Guo faisant un high five avec le représentant du 1er district de Leyte, Martin Romualdez . Une autre photo de février 2024 montre également Guo saluant du coude Marcos lors de l'inspection par ce dernier de l' aéroport - New Clark City Access Road (ANAR).
Le 26 mai 2024, l'activiste et universitaire sino-philippine Teresita Ang See a critiqué l'enquête du Sénat pour s'être trop concentrée sur Guo, affirmant que l'enquête avait été détournée de son sujet principal, les POGO, vers un interrogatoire sur le mode de vie de Guo et sa capacité à parler en chinois. Ang-See a appelé à ce que l'enquête « se concentre sur les questions qui aident la législation », dénonçant l'enquête actuelle comme une « ridicule zarzuela larmoyante »,.
Le 14 août, une plainte a été déposée contre Guo par le Bureau of Internal Revenue pour fraude fiscale d'un montant de ₱500,000 concernant ses transactions à Baofu. Le 30 août, Guo et 22 autres personnes ont été accusés de blanchiment d’argent par les autorités. Le 5 septembre, un mandat d'arrêt a été émis par un tribunal de Capas, Tarlac contre Guo, accusée de corruption.
Guo ne s'est pas présentée aux audiences du Sénat les 25 juin et 10 juillet 2024, invoquant sa santé physique et mentale comme raison. En conséquence, elle a été citée à comparaître par la sénatrice Risa Hontiveros le 25 juin et citée pour outrage au tribunal par la commission sénatoriale des femmes, des enfants, des relations familiales et de l'égalité des sexes, présidée par Hontiveros, le 10 juillet. Le 11 juillet, les avoirs de Guo ont été gelés par la Cour d'appel, à la suite d'une demande du Conseil de lutte contre le blanchiment d'argent. Le 12 juillet, le Sénat a émis un mandat d'arrêt contre Guo et ses proches présumés pour outrage au tribunal. Cependant, des recherches ultérieures aux endroits où elle aurait pu se trouver n'ont pas permis de la localiser.

## Évasion suivie d'une capture

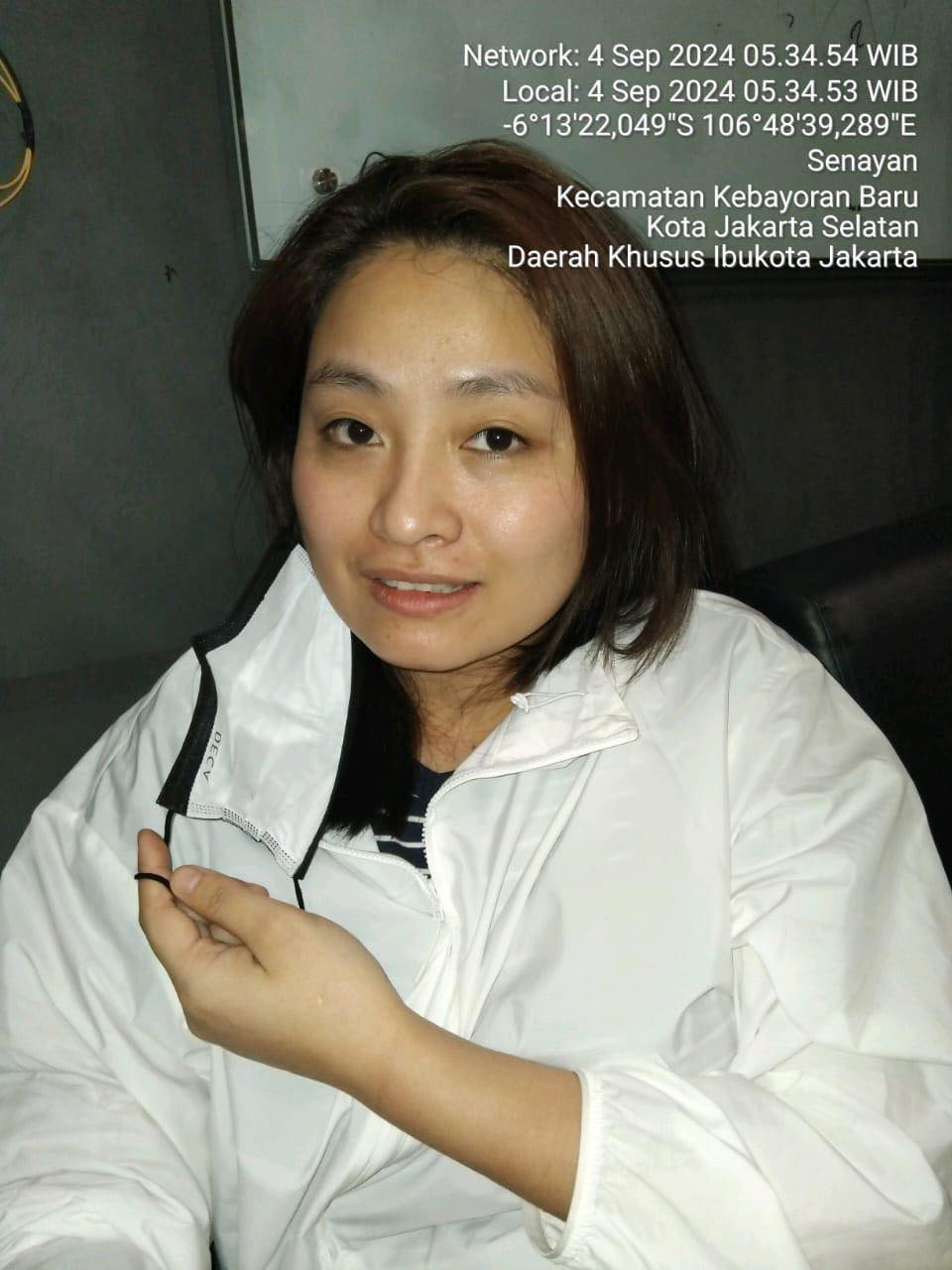
Guo après avoir été capturée par la Direction générale de l'immigration et la police nationale indonésienne à Tangerang et avoir confirmé son identité.

Le 25 juin 2024, le ministère de la Justice a émis un ordre de surveillance de l'immigration contre Guo et 17 autres personnes. Cependant, le 19 août, la sénatrice Risa Hontiveros a publié des documents semblant montrer que Guo avait fui les Philippines pour la Malaisie le 18 juillet avant de se rendre à Singapour et de prendre un ferry pour les îles Riau, en Indonésie. La Commission présidentielle de lutte contre le crime organisé a déclaré plus tard que Guo était arrivé en Indonésie le 18 août. En revanche, l'avocat Elmer Garcia, qui a notarié le contre-affidavit de Guo pour les accusations de trafic d'êtres humains, a déclaré qu'il avait personnellement repéré Guo aux Philippines le 14 août. Cependant, Garcia a admis plus tard que Guo n'avait pas personnellement prêté serment sur le document devant lui. Des rapports contradictoires ont émergé quant à la manière dont Guo a fui les Philippines, les autorités affirmant qu'elle s'était enfuie par avion et Shiela Guo affirmant qu'elle s'était enfuie par bateau.
Le 20 août, le gouvernement philippin a ordonné l’annulation des passeports de Guo et de ses proches. Le 21 août, la sœur de Guo, Shiela, et Cassandra Ong, ont été arrêtées à Batam, en Indonésie, et rapatriées aux Philippines le lendemain. Selon le Bureau de l'immigration, le 26 août, Guo se trouvait à Jakarta. Le 3 septembre, Guo a été arrêtée par la Direction générale de l'immigration et la police nationale indonésienne à Tangerang. Le 5 septembre, elle a été remise par les autorités indonésiennes aux autorités philippines dirigées par le secrétaire de l'Intérieur et du Gouvernement local, Benjamin Abalos Jr., et a été expulsée vers les Philippines. Selon Abalos, Guo a invoqué les menaces à sa sécurité comme raison de son départ à l'étranger. À son arrivée aux Philippines, Guo sera amenée au Bureau de l'immigration et au Bureau national d'enquête, tous deux à Manille, pour une enquête plus approfondie avant d'être transférée au centre de détention du Sénat, où elle rejoindra Shiela Guo en attendant la prochaine audience au Sénat.